# Bracon globiceps
Bracon globiceps är en stekelart som beskrevs av Szepligeti 1901. Bracon globiceps ingår i släktet Bracon och familjen bracksteklar. Inga underarter finns listade.